# Kreisgrabenanlage Glöthe
Die Kreisgrabenanlage Glöthe ist eine Kreisgrabenanlage der jungneolithischen Baalberger Kultur bei Glöthe, einem Ortsteil von Staßfurt im Salzlandkreis, Sachsen-Anhalt.

## Forschungsgeschichte
Die Anlage wurde bei einer Luftbildprospektion des Landesamtes für Denkmalpflege und Archäologie Sachsen-Anhalt entdeckt. 2005 erfolgte eine Probegrabung durch das Institut für Kunstgeschichte und Archäologien Europas der Martin-Luther-Universität Halle-Wittenberg unter der Leitung von André Spatzier. Die Grabung erfolgte auf einer Fläche von 23 × 11,5 m im nördlichen Bereich der Anlage.

## Befunde
Die Anlage besteht aus einem Doppelgraben und hat einen Gesamtdurchmesser von etwa 140 m. Sie besitzt im Osten eine Öffnung, die auf den 1,8 km entfernten Wartenberg weist. Beide Gräben wurden als Sohlgräben angelegt. Der äußere hat eine Tiefe zwischen 0,85 m und 1,05 m und eine Breite zwischen 2,30 m und 2,60 m. Der innere hat eine Tiefe zwischen 0,90 m und 1,00 m und eine Breite zwischen 2,40 m und 3,20 m. Beide Gräben waren mit Humus verfüllt, unmittelbar über der Sohle auch mit einem Lehm-Erde-Gemisch. In den Verfüllungen von beiden Gräben war Material eingelagert, dass ursprünglich von einem zwischen ihnen aufgeschütteten Wall stammte.

## Funde
An Funden traten Knochenfragmente, Silexartefakte und Keramikscherben zutage. Aus letzteren konnten ein oder zwei Trichterrandschalen sowie eine Schale mit unter dem Rand verlaufendem Fingertupfendekor rekonstruiert werden.

## Datierung
Mittels Radiokarbonmethode konnten einige der Kochen auf 3660–3370 cal. BC datiert werden. Hierdurch sowie durch die Keramik kann die Kreisgrabenanlage der Spätphase der Baalberger Kultur zugeordnet werden.